# Oxira gerontion
Oxira gerontion là một loài bướm đêm trong họ Noctuidae.